# Baso jacobsoni
Baso jacobsoni – gatunek kosarza z podrzędu Laniatores i rodziny Podoctidae. Jedyny znany przedstawiciel monotypowego rodzaju Baso.

## Występowanie
Gatunek jest endemiczny dla wyspy Sumatra.